# ユキワ精工
ユキワ精工株式会社（ユキワせいこう、英: YUKIWA SEIKO INC.）は、新潟県小千谷市に本社を置き、ドリルチャック、キーレスチャック、コレットチャック、ツーリングシステム、 割出台、CNC円テーブル等の製造並びに販売を行う企業。

## 沿革
- 1946年（昭和21年）11月 - 創業者酒巻岩雄が酒巻鉄工所を創業。製材機を制作。
- 1951年（昭和26年）4月 - ドリルチャックの専門製作に転換。
  - 6月 - 法人に改組、株式会社酒巻製作所を設立。
- 1957年（昭和32年）12月 - 携帯電気ドリル用チャックのJIS標示許可を取得。
- 1962年（昭和37年）3月 - コレットチャックの製作開始。
- 1963年（昭和38年）10月 - 工作機械用ドリルチャックのJIS標示許可を取得。
- 1965年（昭和40年）2月 - 東京営業所を開設。
- 1976年（昭和51年）6月 - NCロータリーテーブルを開発。
- 1984年（昭和59年）3月 - ドリルチャックがスペースシャトル「チャレンジャー」号に搭載され、船外作業に使用される。
- 1988年（平成元年）11月 - 社名をユキワ精工株式会社に改称。
- 1991年（平成4年）3月 - YUKIWA SEIKO U.S.A.,INC.をノースカロライナ州に設立。
- 1993年（平成6年）3月 - 高精度ツーリング「スーパーG1チャック」を開発。
- 1996年（平成9年）8月 - ISO9001 認証取得。
- 1998年（平成11年）2月 - ニュードリルミルチャックを開発。
- 2000年（平成13年）4月 - 「工業用チャックの開発」で文部科学大臣賞を受賞。
- 2002年（平成15年）12月 - ISO14001 認証取得。
- 2007年（平成20年）4月 - ドリルチャック新JISマーク表示制度の認証取得。
  - 11月 - 日本雪和精工株式会社上海代表処を設立。
- 2008年（平成21年）8月 - ISO9001 2008年度版の認証取得。
  - 12月 - 経済産業省「雇用創出企業1400社」に選出。

- 2012年（平成24年）11月 - グリーンG1チャックが、グッドデザイン・ものづくりデザイン賞（中小企業庁長官賞）を受賞。
- 2017年（平成29年）12月 - 経済産業省「地域未来牽引企業」として選定。
- 2018年（平成30年）6月 - ISO9001/14001 2015年度版の認証取得。

## 事業所
- 本社･工場 新潟県小千谷市千谷2600-1
- 貝之沢工場 新潟県長岡市川口牛ケ島字貝之沢111番地1
- 東京営業所 埼玉県蕨市塚越5-12-12
- 名古屋営業所 愛知県長久手市山野田1307
- 大阪営業所 大阪府東大阪市新庄東3-7
- 日本雪和精工株式会社上海代表処
- YUKIWA SEIKO U.S.A. INC.